# Colaspoides suginoi
Colaspoides suginoi là một loài bọ cánh cứng trong họ Chrysomelidae. Loài này được Komiya miêu tả khoa học năm 1988.